# GeoInformatica
GeoInformatica is een internationaal, aan collegiale toetsing onderworpen wetenschappelijk tijdschrift op het gebied van de informatiesystemen en aardwetenschappen. Het wordt uitgegeven door Springer Science+Business Media en verschijnt 4 keer per jaar.